# وورهاری
وورهاری (به بلغاری: Vurhari) یک منطقهٔ مسکونی در بلغارستان است که در شهرستان مومچیلگراد واقع شده‌است.